# Pryscilla und der Columbus
Pryscilla und der Columbus ist eine erstmals 1964 veröffentlichte Erzählung von Arno Reinfrank.

## Inhalt
Pryscilla, die Frau des Schauspielers Daniel, scheint verschwunden zu sein, seitdem sie ihre Tante in einem kleinen Dorf besuchen wollte. Ihr Ehemann reist selbst an, erlebt die Einheimischen aber als sehr abweisend. Die Stimmung im Ort ist offenbar durch die Nähe zu einem Stützpunkt der US-Armee geprägt, über die dortigen Soldaten wird gern mit dem Spitznamen Columbus gesprochen. Einer von ihnen, der durch sein großspuriges Auftreten stets auf sich aufmerksam machte, erschien auch im Dorf, als Pryscilla dort weilte. Obwohl seine offensive Art und sein Hang zum Alkohol sie erschreckend an ihren Vater erinnerten, fürchtet Daniel dennoch, dass sich seine Frau mit ihm eingelassen hat.

## Stil
Der Schauspieler Daniel fungiert zugleich als Ich-Erzähler. Seine Beschreibungen der gegenwärtigen Situationen wechseln fast nahtlos mit Rückblenden und Vermutungen über Pryscillas Verbleib. So spricht er in Gedanken über die Vermisste mehrfach so, als wäre sie tatsächlich anwesend.

## Veröffentlichung
Das Werk wurde erstmals 1964 im Rahmen der Reihe Erkundungen veröffentlicht.